# Rajella fyllae
Rajella fyllae és una espècie de peix de la família dels raids i de l'ordre dels raïformes.

## Morfologia
- Els mascles poden assolir 60 cm de longitud total.[5][6]

## Reproducció
És ovípar i les femelles ponen càpsules d'ous, les quals presenten com unes banyes a la closca.

## Alimentació
Menja animals bentònics, especialment invertebrats com ara copèpodes, amfípodes i Mysidacea.

## Hàbitat
És un peix marí i d'aigües profundes (80°N-45°N, 77°W-37°E) que viu entre 170-2.050 m de fondària.

## Distribució geogràfica
Es troba a l'oceà Atlàntic: el Canadà, les illes Fèroe, França (incloent-hi Saint-Pierre i Miquelon), Groenlàndia, Islàndia, Irlanda, Noruega (incloent-hi Svalbard) i la Gran Bretanya.

## Costums
És bentònic.

## Observacions
És inofensiu per als humans.